# Királybányatoplica község
Királybányatoplica község (románul: Comuna Toplița) község Hunyad megyében, Romániában. Központja Királybányatoplica, beosztott falvai Doboka, Golles, Hosdó, Kurpeny, Moszor, Párosza, Valár.

## Népessége
A 2011-es népszámlálás adatai alapján a község népessége 715 fő volt.